# Humphrey Truman
Pour les articles homonymes, voir Truman.
Humphrey Truman, né le 5 août 1935, est un joueur de tennis et de squash représentant l'Angleterre.

## Biographie
Ayant grandi dans l'Essex, Truman est l'aîné d'une famille de six enfants dont les joueuses de tennis Christine Truman (victorieuse à Roland-Garros en 1959) et Nell Truman (en),.
Pendant les années 1950 et 1960, il a participé au tournoi de Wimbledon, principalement en tant que joueur de double. Il a atteint les quarts de finale du double mixte des championnats de Wimbledon en 1959 avec sa sœur Christine et a figuré deux fois dans le tableau principal du simple en 1961 et 1962.
Humphrey Truman, qui était pilote dans la RAF, pratique également le squash et participe au British Open 1961 et 1962, le championnat du monde officieux.

## Parcours en Grand Chelem

### En simple
| Année | Open d'Australie | Open d'Australie | Internationaux de France | Internationaux de France | Wimbledon       | Wimbledon           | US Open | US Open | Open d'Australie | Open d'Australie |
| ----- | ---------------- | ---------------- | ------------------------ | ------------------------ | --------------- | ------------------- | ------- | ------- | ---------------- | ---------------- |
| 1962  | —                | —                | —                        | —                        | 1er tour (1/64) | Guillermo Hernandez | —       | —       | n.o.             | n.o.             |

N.B. : à droite du résultat se trouve le nom de l'ultime adversaire.

### En double mixte
| Année | Open d'Australie | Open d'Australie | Internationaux de France | Internationaux de France | Wimbledon                                       | Wimbledon                      | US Open | US Open | Open d'Australie | Open d'Australie |
| ----- | ---------------- | ---------------- | ------------------------ | ------------------------ | ----------------------------------------------- | ------------------------------ | ------- | ------- | ---------------- | ---------------- |
| 1959  | —                | —                | —                        | —                        | 1/4 de finale Christine Truman                  | Darlene Hard Rod Laver         | —       | —       | n.o.             | n.o.             |
| 1960  | —                | —                | —                        | —                        | 3e tour (1/16) Christine Truman                 | R. Woodgate John Barrett       | —       | —       | n.o.             | n.o.             |
| 1961  | —                | —                | —                        | —                        | 2e tour (1/32) Christine Truman                 | Justina Bricka Frank Froehling | —       | —       | n.o.             | n.o.             |
| 1962  | —                | —                | —                        | —                        | 1er tour (1/64) Christine Truman                | Karen Herich Osamu Ishiguro    | —       | —       | n.o.             | n.o.             |
| 1963  | —                | —                | —                        | —                        | 1/8 de finale Christine Truman                  | Ann Haydon Dennis Ralston      | —       | —       | n.o.             | n.o.             |
| 1964  | —                | —                | —                        | —                        | 2e tour (1/Tom Brown (tennis)) Christine Truman | Heather Segal Tom Brown        | —       | —       | n.o.             | n.o.             |
| 1965  | —                | —                | —                        | —                        | 3e tour (1/16) Christine Truman                 | Robin Lesh John Sharpe         | —       | —       | n.o.             | n.o.             |
| 1967  | —                | —                | —                        | —                        | 1/8 de finale Christine Truman                  | Virginia Wade Robert Maud      | —       | —       | n.o.             | n.o.             |
| 1968  | —                | —                | —                        | —                        | 2e tour (1/32) Christine Truman                 | Maryna Godwin G. Garner        | —       | —       | n.o.             | n.o.             |
| 1969  | —                | —                | —                        | —                        | 2e tour (1/32) Christine Truman                 | Kerry Melville Nikola Pilić    | —       | —       | —                | —                |
| 1971  | n.o.             | n.o.             | —                        | —                        | 2e tour (1/32) Christine Truman                 | Kristy Pigeon Butch Seewagen   | —       | —       | —                | —                |
| 1974  | n.o.             | n.o.             | —                        | —                        | 1er tour (1/64) Christine Truman                | Shirley Bloomer Robert Wilson  | —       | —       |                  |                  |

N.B. : le nom du ou de la partenaire se trouve sous le résultat ; le nom des ultimes adversaires se trouve à droite.